# Maria Olszewska-Lelonkiewicz

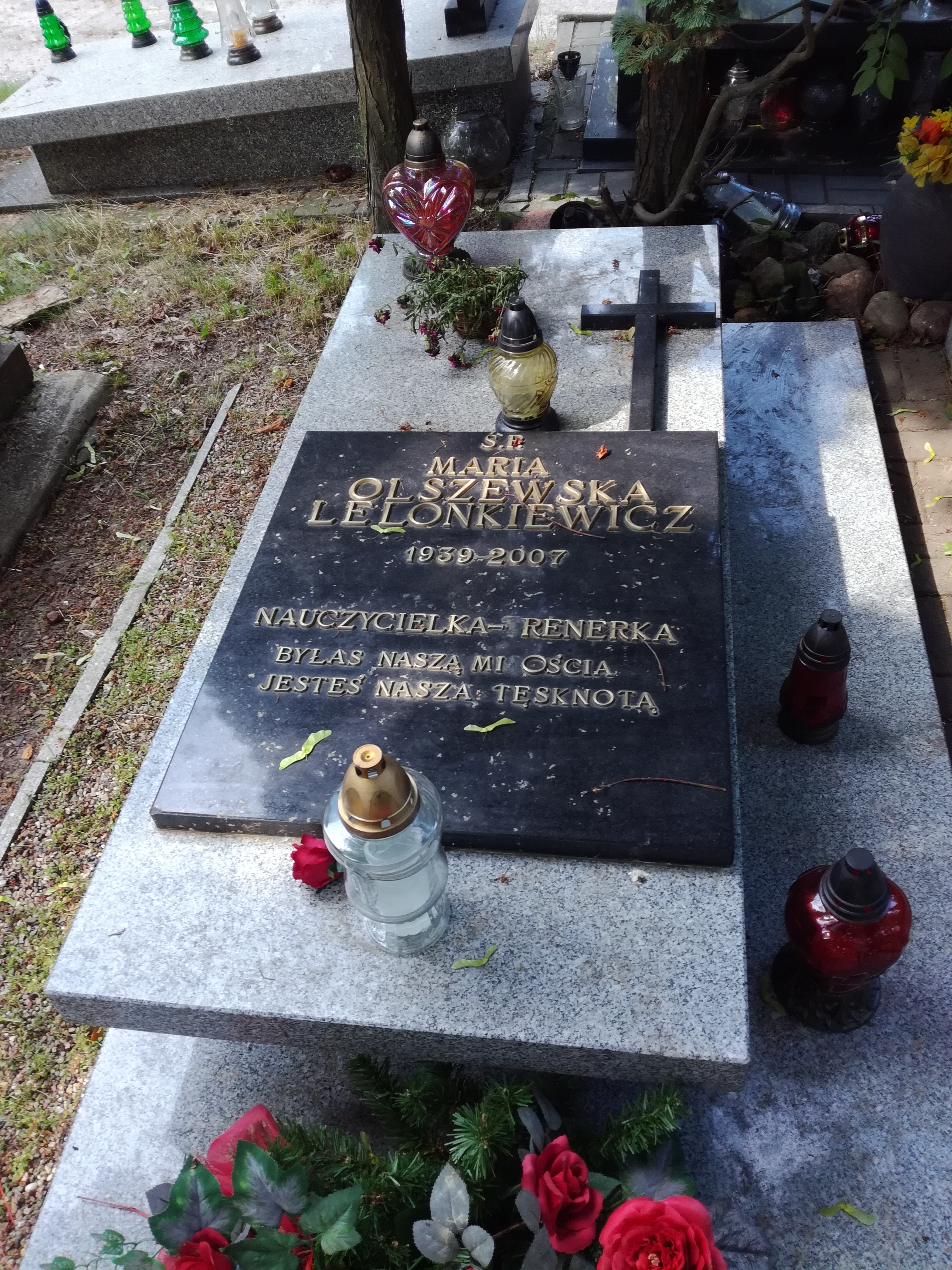
Grób Marii Olszewskiej-Lelonkiewicz na cmentarzu Doły w Łodzi

Maria Olszewska-Lelonkiewicz (ur. 2 listopada 1939 w Łodzi, zm. 6 marca 2007 w Łodzi) – wieloletnia trenerka polskich łyżwiarzy figurowych.
Absolwentka XXI Liceum Ogólnokształcącego im. Bolesława Prusa w Łodzi oraz Akademii Wychowania Fizycznego w Warszawie.
Jej podopieczni zdobywali znaczące tytuły imprez międzynarodowych, w tym Igrzysk Olimpijskich (Lillehammer, Nagano, Salt Lake City i Turynie), mistrzostw Europy oraz świata.
Zawodnicy:
- Sylwia Nowak-Trębacka i Sebastian Kolasiński
- Agnieszka Domańska i Marcin Głowacki
- Aleksandra Kauc i Michał Zych

Zmarła w 2007 w wieku 68 lat.
Została pochowana na cmentarzu komunalnym na Dołach w Łodzi (kwatera XV, rząd 19, grób 23).